# 埃尔斯河畔派拉
埃尔斯河畔派拉（法語：Payra-sur-l'Hers，法語發音：[pɛʁa syʁ lɛʁs] ⓘ）是法国奥德省的一个市镇，属于卡尔卡松区。

## 地理
埃尔斯河畔派拉（43°15'58"N, 1°51'18"E）面积24.52 平方千米，位于法国奧克西塔尼大區奥德省，该省份为法国南部沿海省份，北起塔恩省，西北接上加龙省，西接阿列日省，南至东比利牛斯省，东临地中海，东北与埃罗省接壤。
与埃尔斯河畔派拉接壤的市镇（或旧市镇、城区）包括：丰泰尔迪拉泽、马斯圣皮埃勒、迈尔维尔、蒙托里奥勒、埃尔斯河畔佩尔菲特、圣阿芒、孔塔勒新城。

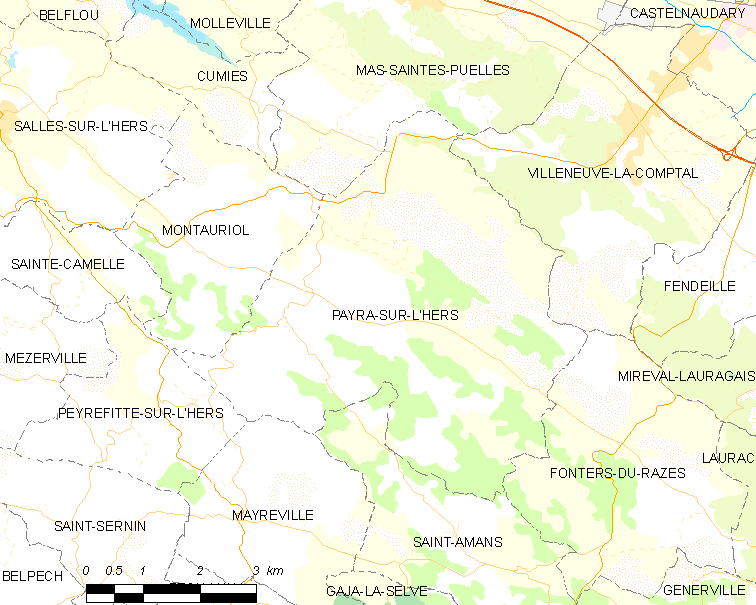
埃尔斯河畔派拉的OSM定位图

埃尔斯河畔派拉的时区为UTC+01:00、UTC+02:00（夏令时）。

## 行政
埃尔斯河畔派拉的邮政编码为11410，INSEE市镇编码为11275。

## 政治
埃尔斯河畔派拉所属的省级选区为拉皮耶日欧拉泽斯县。

## 人口

1962-2008年间埃尔斯河畔派拉人口变化图示

埃尔斯河畔派拉于2022年1月1日时的人口数量为208人。